# Eclipse lunar de septiembre de 2025
El 7 de septiembre de 2025 tendrá lugar un eclipse lunar total. Será el segundo y último eclipse lunar de 2025, tras el que ocurrió el 14 de marzo.
Se trata del eclipse 41 de la serie Saros lunar 128. 
| Eclipse total de luna 7 de septiembre de 2025                              | Eclipse total de luna 7 de septiembre de 2025 |
| -------------------------------------------------------------------------- | --------------------------------------------- |
| Previo                                                                     | Eclipse \| Eclipse total \| Saros             |
| Posterior                                                                  | Eclipse \| Eclipse total \| Saros             |
| La Luna pasando de derecha a izquierda a través de la sombra de la Tierra. |                                               |
| Gamma                                                                      | -0.2752                                       |
| Magnitud                                                                   | 1.3619                                        |
| Saros                                                                      | 128 (41 de 71)                                |
| Duración (h:min:s)                                                         |                                               |
| Total                                                                      | 01:22:06                                      |
| Parcial                                                                    | 03:29:24                                      |
| Penumbra                                                                   | 05:26:40                                      |
| Contactos                                                                  |                                               |
| P1                                                                         | 15:28:21 UTC                                  |
| U1                                                                         | 16:27:02 UTC                                  |
| U2                                                                         | 17:30:41 UTC                                  |
| Máximo                                                                     | 18:12:58 UTC                                  |
| U3                                                                         | 18:52:47 UTC                                  |
| U4                                                                         | 19:56:26 UTC                                  |
| P4                                                                         | 20:55:00 UTC                                  |

## Visibilidad
Será principalmente visible desde el hemisferio oriental. En África y Europa será visible al atardecer viendo hacia el este, mientras que, por el contrario, en Nueva Zelanda, Australia y Japón será visible al amanecer viendo hacia el oeste.
Este eclipse será invisible en América.

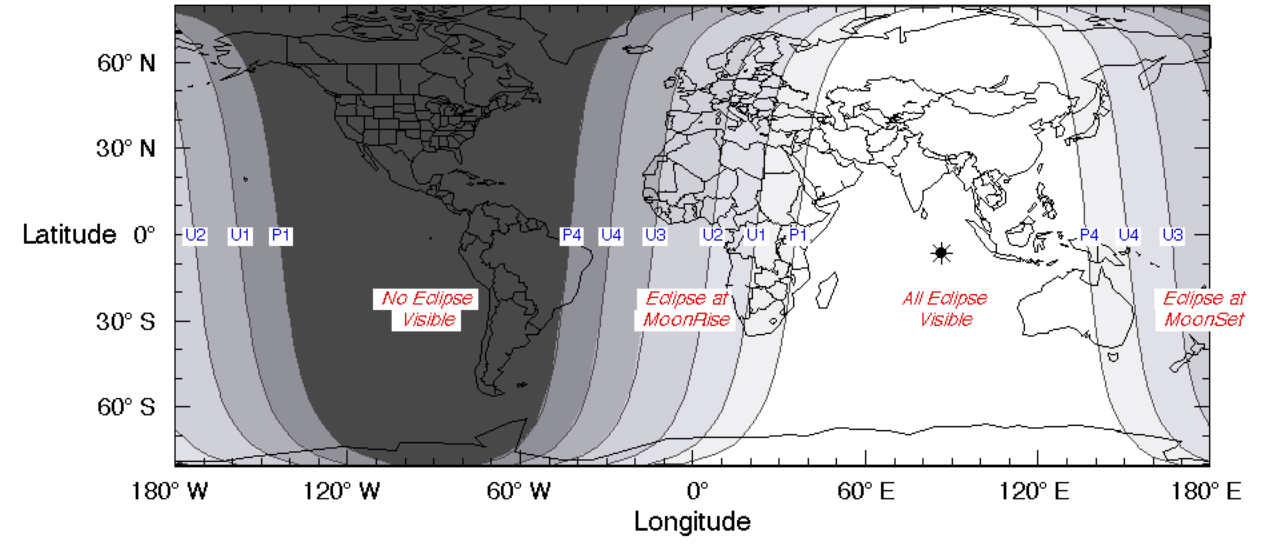
Mapa de visibilidad del eclipse.

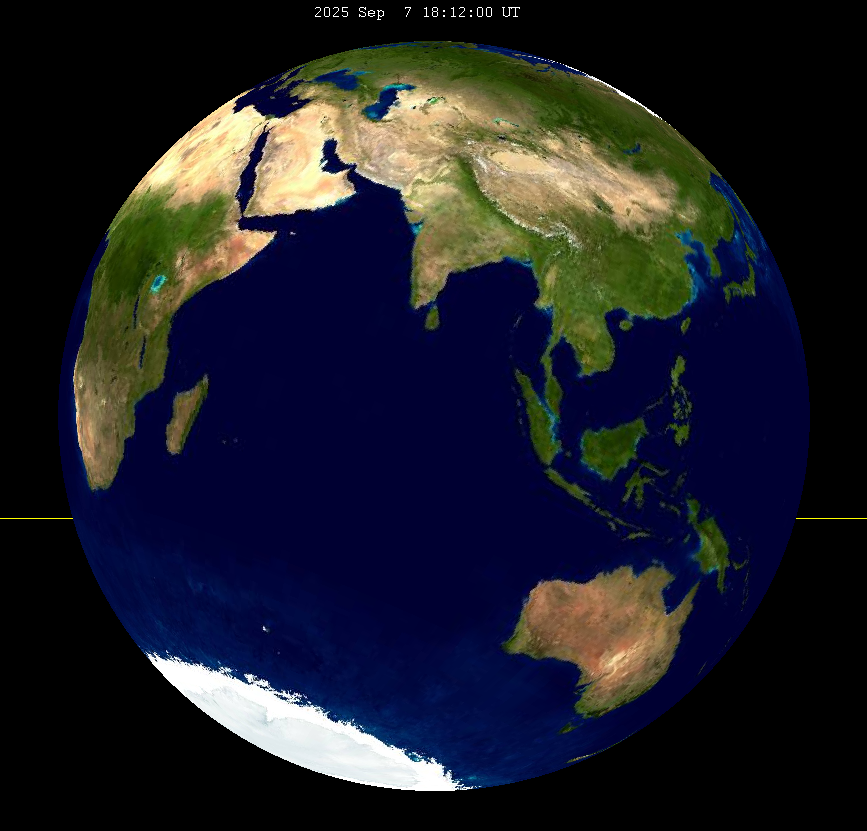
Simulado de la Tierra vista desde la Luna al momento máximo del eclipse..

## Eclipses relacionados

### Eclipses en 2025
- Un eclipse lunar total el 14 de marzo.
- Un eclipse solar parcial el 29 de marzo.
- Un eclipse lunar total el 7 de septiembre.
- Un eclipse solar parcial el 21 de septiembre.

### Metónico
- Precedido por: eclipse lunar del 19 de noviembre de 2021.
- Seguido por: eclipse lunar del 26 de junio de 2029.

### Tzolkinex
- Precedido por: Eclipse lunar del 27 de julio de 2018.
- Seguido por: Eclipse lunar del 18 de octubre de 2032.

### Medio saros
- Precedido por: Eclipse solar del 1 de septiembre de 2016.
- Seguido por: Eclipse solar del 12 de septiembre de 2034.

### Tritos
- Precedido por: Eclipse lunar del 8 de octubre de 2014.
- Seguido por: Eclipse lunar del 7 de agosto de 2036.

### Saros lunar 128
- Precedido por: Eclipse lunar del 26 de agosto de 2007.
- Seguido por: Eclipse lunar del 19 de septiembre de 2043.